# Napoléon (1850)
Napoléon var ett ånglinjeskepp i Frankrikes flotta, och det första större örlogsskeppet i världen från början byggt med propellerdrift. Fartyget, som var uppkallat efter den franske kejsaren Napoleon I, byggdes på örlogsvarvet i Toulon, under ledning av fartygskonstruktören Henri Dupuy de Lôme, och sjösattes den 16 maj 1850. Den 1 maj 1852 togs hon i tjänst av flottan. Bestyckningen omfattade 90 kanoner uppställda på två täckta batteridäck. 
Napoléon deltog i Krimkriget 1853–1856 men hennes livsförlopp blev i övrigt ganska händelselöst. Den 13 februari 1867 överfördes hon till flottans reserv, och från 1871 till 1872 användes hennes skrov som flytande fängelse. Fartyget ströks ur flottans rullor den 6 november 1876 och slopades 1886. 